# Liste der Naturdenkmale in Schillingen
Die Liste der Naturdenkmale in Schillingen nennt die im Gemeindegebiet von Schillingen ausgewiesenen Naturdenkmale (Stand 3. Juni 2024).

## Naturdenkmale
| Nr.         | Bezeichnung       | Lage                                                 | Beschreibung                                                                | Bild                                    |
| ----------- | ----------------- | ---------------------------------------------------- | --------------------------------------------------------------------------- | --------------------------------------- |
| ND-7235-415 | Heckelbuschfelsen | südwestlich des Ortes; Abteilung Heckelbüsch Lage    | Quarzitfelsen; flächenhaftes Naturdenkmal, ca. 0,3 ha; teilweise zu Hentern | Direkt Bild zu diesem Denkmal hochladen |
| ND-7235-416 | Fleschfelsen      | südwestlich des Ortes; Abteilung Auf der Flesch Lage | Quarzitfelsen                                                               | Direkt Bild zu diesem Denkmal hochladen |